# Ambohimanga
Ambohimanga é um sítio arqueológico em Madagáscar, perto da capital, Antananarivo. A área contém as ruínas de uma cidade, tumbas e lugares sagrados. É um local de significado histórico e religioso na cultura do povo Malgaxe. Como resultado deste significado, a Colina Real de Ambohimanga foi declarada Património Mundial da UNESCO em 2001.
Antes dos ingleses ou dos franceses terem ganho controle sobre a ilha, esta era governada por uma dinastia do clã Merina. Em Ambohimanga ficava o seu palácio, e mais tarde, quando Antananarivo se tornou capital, Ambohimanga tornou-se o retiro de fim-de-semana para a família real. Em 1895, os franceses invadiram Madagáscar, destituindo a rainha, que foi exilada para a Argélia. Os franceses nunca deixaram a família real voltar.

## Galeria

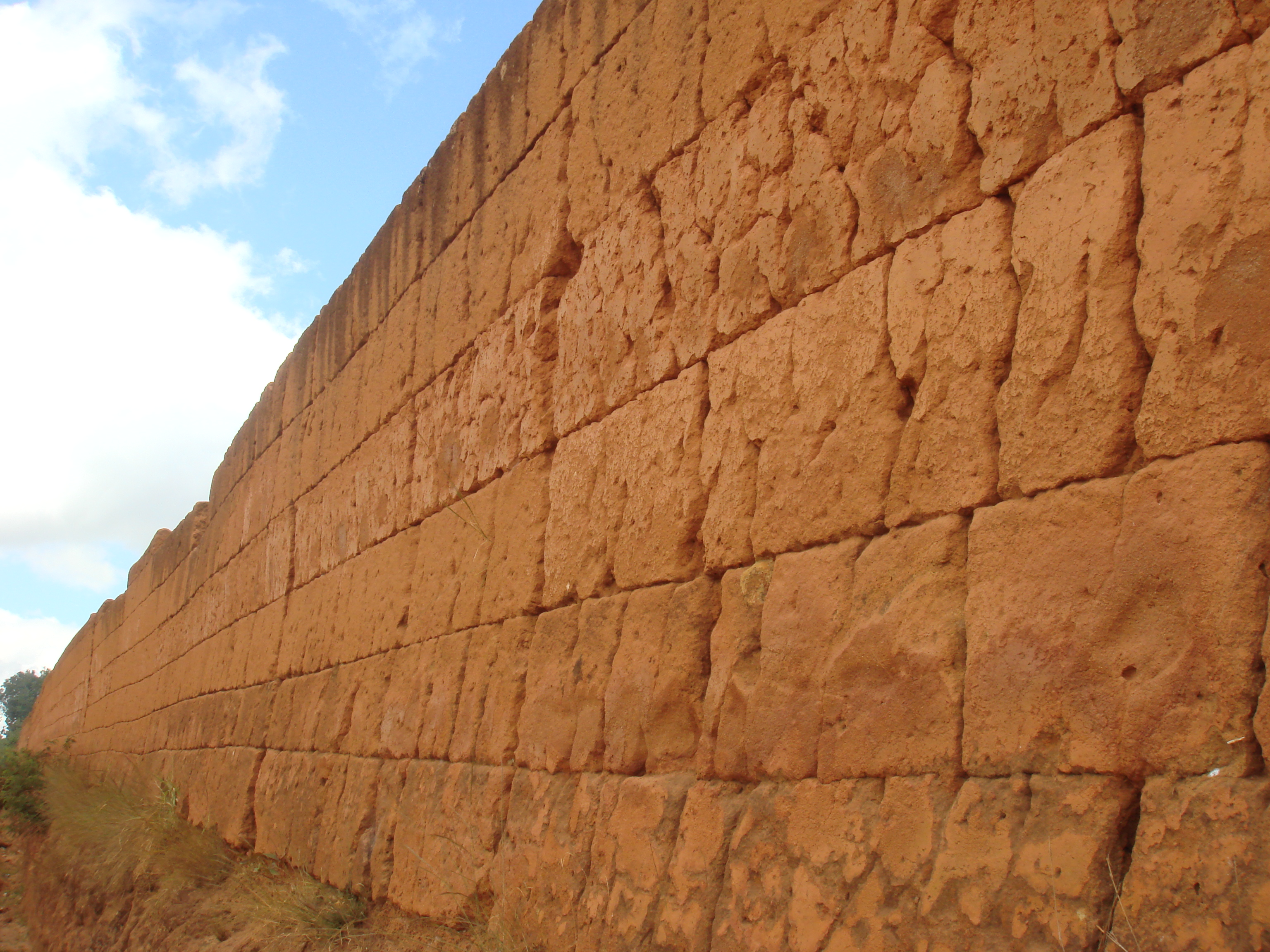
Antiga muralha, perto de Ambohimanga.
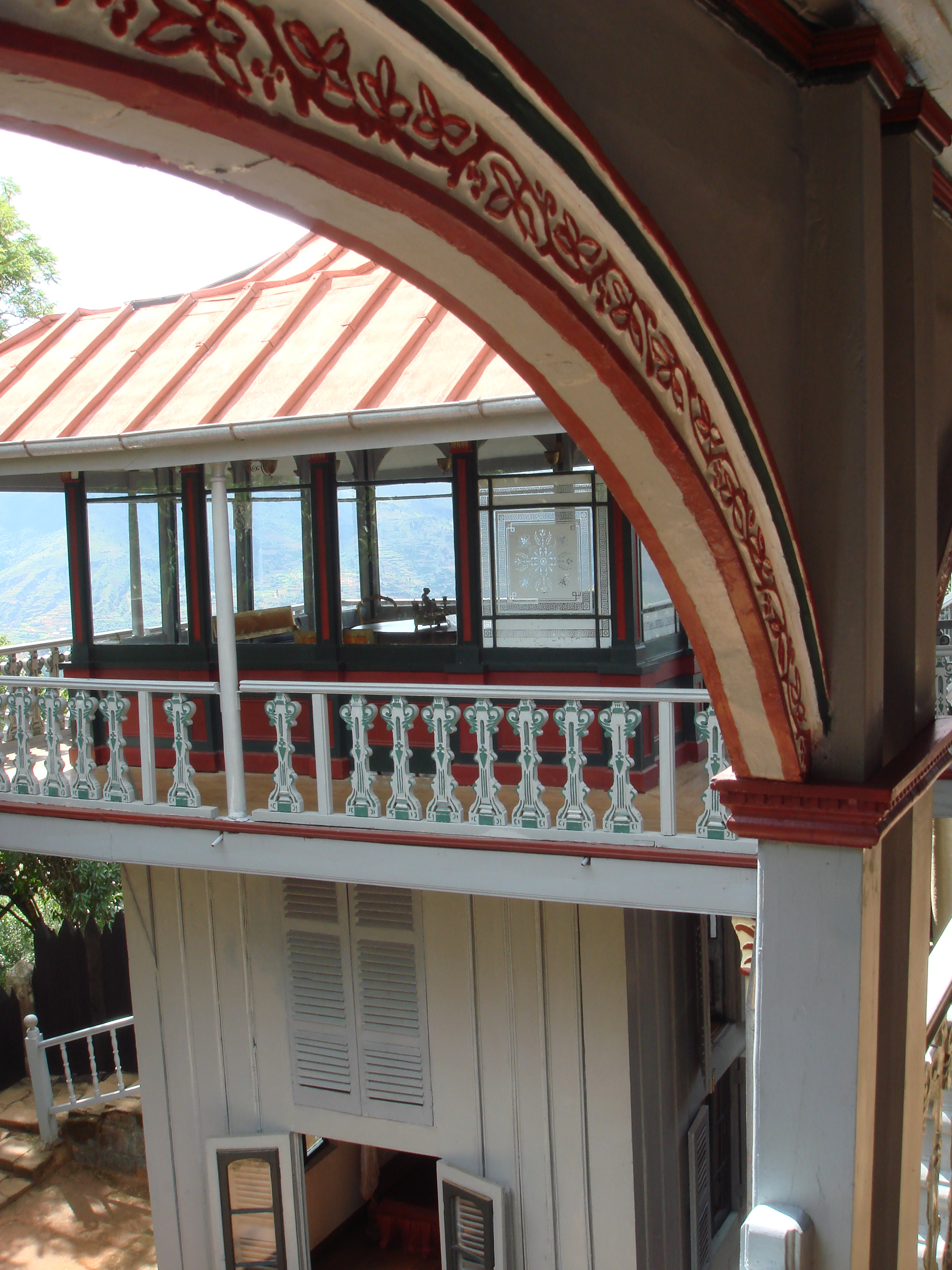